# Emblema nacional de Pakistán
El emblema nacional de Pakistán (oficialmente llamado escudo de Pakistán) fue aprobado en 1954.
Los dos colores del emblema son el verde y el blanco, los mismos que los de la bandera estatal. El color verde y un creciente (luna creciente) y la estrella de cinco puntas son los símbolos del islam, la religión con la que se identifica la mayor parte de los ciudadanos paquistaníes. En la parte central hay un escudo cuartelado, donde en cada uno de los cuarteles aparece la representación de los principales cultivos de Pakistán en la época de la adopción del emblema, que son, de izquierda a derecha y de arriba abajo, el algodón, el yute, el té y el trigo. La corona floral alrededor del emblema simboliza la herencia cultural del Imperio Mogol. En la parte inferior aparece representada una cinta que contiene el lema nacional en urdu y que fue pronunciado por Muhammad Ali Jinnah, considerado el padre del Estado: "Iman, Ittehad, Nazm" ("Lealtad, Unidad, Disciplina").

## Emblemas Regionales

Escudo de armas de la Provincia de Jaiber Pajtunjuá
Escudo de armas de la Provincia de Sind
Escudo de armas de la Provincia de Punyab
Escudo de armas de Baluchistán
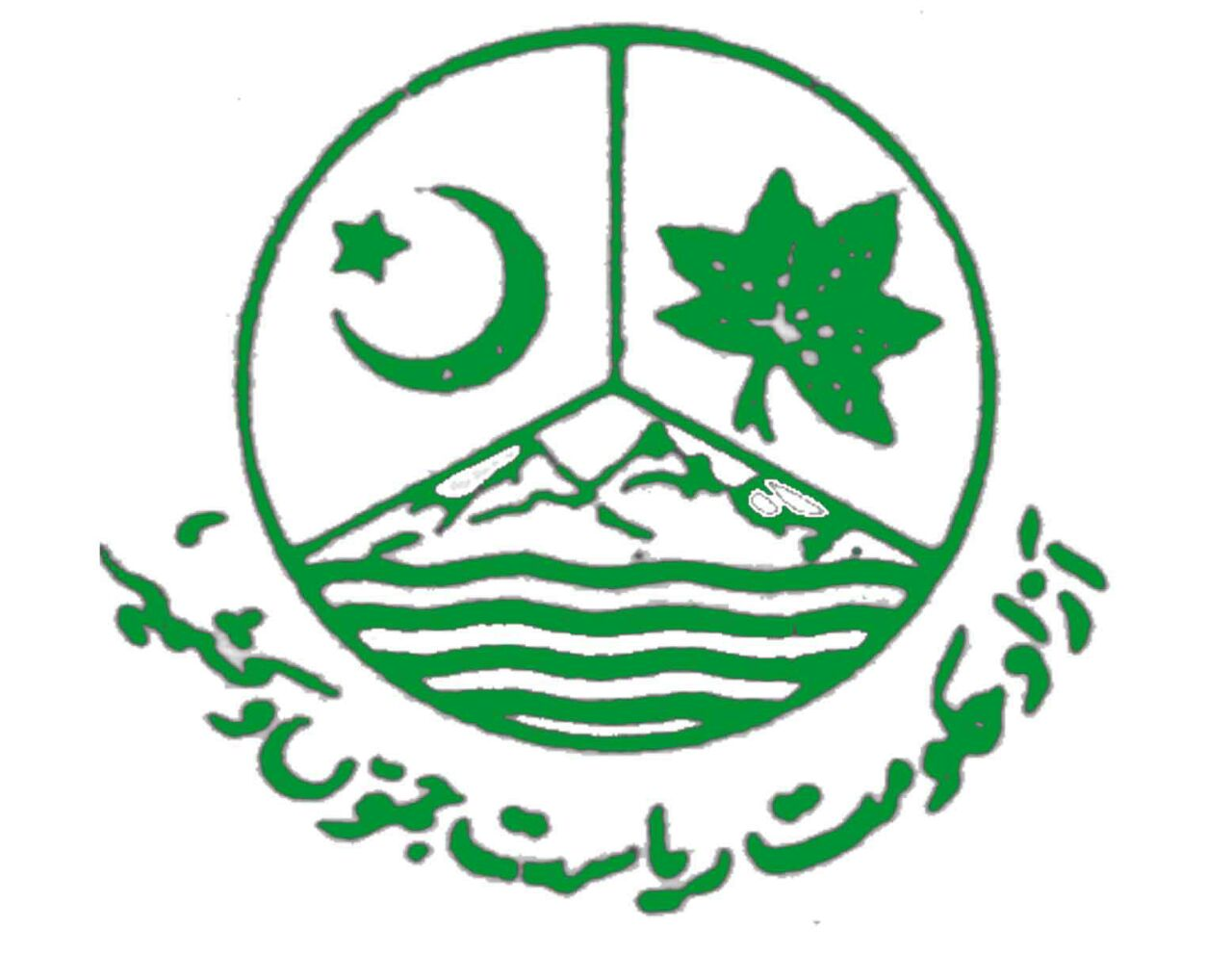
Emblema de Azad Cachemira

### Antiguos emblemas regionales

Escudo de armas del Estado de Bahawalpur
Escudo de armas del Estado de Chitral
Escudo de armas de Hunza
Emblema de Bengala Oriental (1947-1955)
Emblema de Pakistán Oriental (1955-1971)
Emblema de la Provincia de la Frontera Noroeste
Escudo de armas de las Áreas tribales bajo administración federal

## Emblemas de organismos nacionales

Emblema de la Corte Suprema de Pakistán
Emblema de la Corte Federal de la Shariat de Pakistán
Emblema de la Comisión Electoral de Pakistán
Emblema de la Comisión Electoral (1956-1972)
Emblema de la Autoridad Reguladora de Petróleo y Gas de Pakistán